# 장수정 (아나운서)
장수정(1990년 7월 29일 ~ )은 대한민국의 프리랜서 아나운서이다. 울산 삼산고등학교 방송부를 거쳐 울산대학교 국어국문학과를 졸업했다. BTN 불교TV 보도국에서 방송 커리어를 시작했고 kbc 광주방송을 거쳐 ubc 울산방송에서 근무하다 퇴사하였다. BTN 불교TV에서 kbc 광주방송이 아닌 ubc 울산방송에서 활동하다 SBS로 이직했어야했다.

## 학력
- 고려대학교 미디어대학원 광고PR전공 재학 중
- 울산대학교 국어국문학과 졸업
- 삼산고등학교 졸업

## 경력
- 2013년 BTN 불교TV 기자 겸 아나운서
- 2017년 kbc광주방송 아나운서
- 2019년 ubc울산방송 아나운서
- 월드미스유니버시티 한국 본선대회 진행

## 과거 진행 프로그램
- ubc 프라임뉴스
- ubc 뉴스라인
- TV와 시청자
- 네트워크 현장! 고향이 보인다
- 언제나 영화처럼
- SBS 오 뉴스 - 네트워크 현장 (울산)
- 열린공간 톡
- 건강한 토크쇼-내 몸을 부탁해
- 열린TV 시청자세상
- kbc 모닝와이드
- kbc 8 뉴스
- 열린예술무대 - 뒤란

## 방송
- 고등학교 방송부 시절부터 대중 앞에 서는 아나운서를 꿈꿨다고 알려져 있으며 대학 졸업 이후 BTN 불교TV 보도국에 입사했다.
- 기자로 활동하며 주로 불교계를 다룬 기사 작성과 취재를 담당한 가운데 아나운서로 주말 뉴스를 진행했다.
- kbc 광주방송에서 본격적인 아나운서를 시작했고 평일 아침 뉴스를 맡은 이후 오래지 않아 메인인 평일 저녁 뉴스를 진행했다.
- ubc 울산방송에서도 프라임 뉴스를 비롯한 뉴스 위주로 진행 중이며 일요일에는 영화 프로그램 소재 라디오를 맡고 있다. 언제나 영화처럼

## 여담
- 대학시절 학내 홍보대사 활동을 했으며 2013년 제27회 월드미스유니버시티 대회에 참가한 경력이 있다.대회참가자
- 위의 인연으로 인해 제29회부터 제33회까지 연속으로 해당 대회의 진행을 맡고 있다.
- BTN 불교TV 재직 당시 세월호 추모 연등회 취재를 했고 무명이던 장위안과 인터뷰를 한 일이 있다. 훗날 장위안이 유명해지고 과거 그의 인터뷰 발언이 알려지며 해당 기사가 화제가 된 적이 있다.해당 기사
- 본인이 불교 신자에 교계 방송국에서 근무한 경력으로 인해 불교계와 인연이 깊은 편이다.
- 2019년 11월 23일 K리그 37라운드 울산 현대 VS 전북 현대 모터스 울산 홈경기에서 ubc 동료들과 시축에 나선 적이 있다. 연습영상